# PJK
PJK is een historisch merk van (gemotoriseerde) fietsen.
PJK stond voor: Pieter.Jan. Kusse en Zn. 
Dit was een Nederlands bedrijf dat na de Tweede Wereldoorlog fietsen met de Victoria FM38L-zijboordmotor leverde.